# Ernst Wilhelm von Hamilton

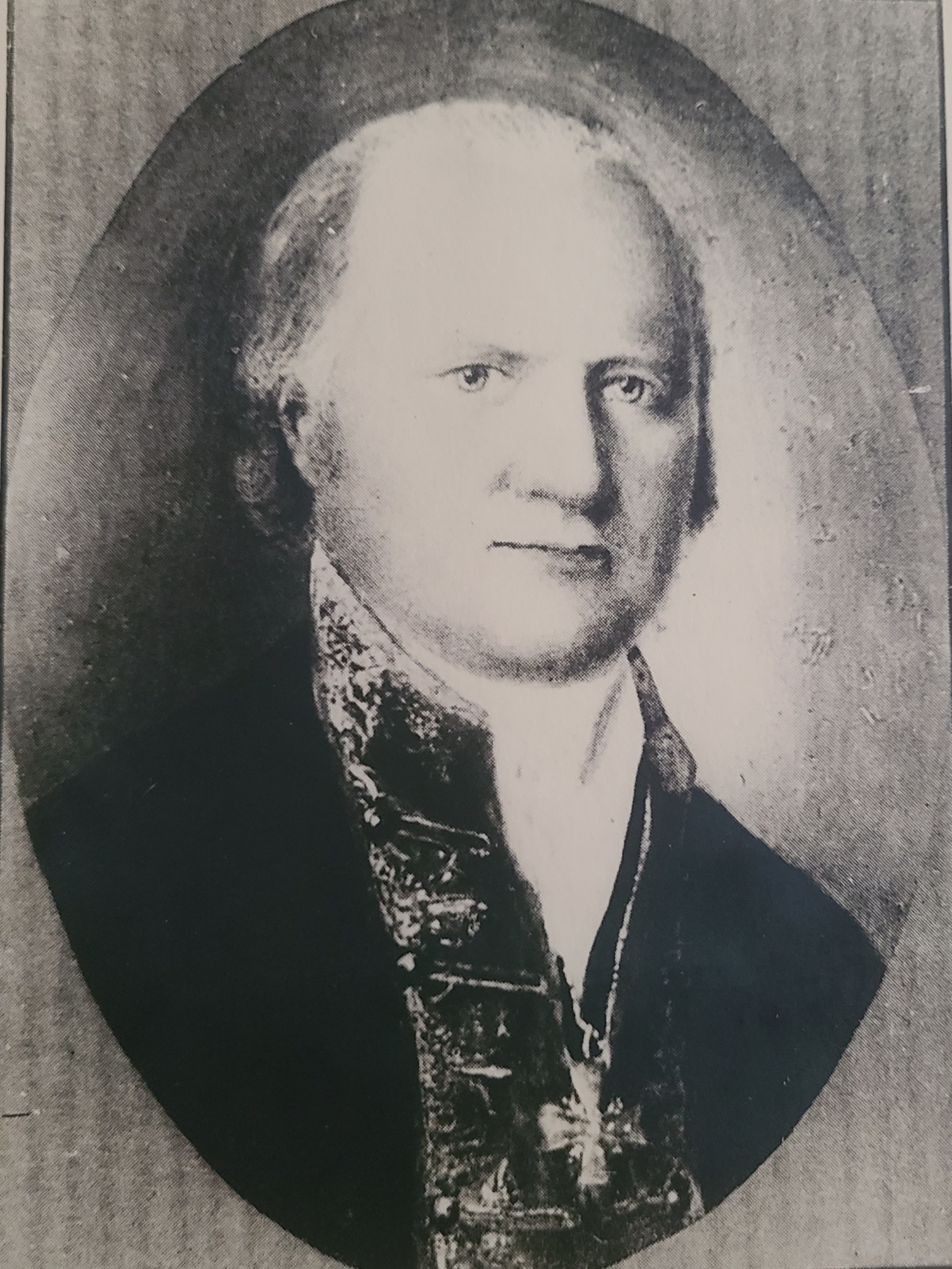
Ernst Leopold Rudolf Wilhelm von Hamilton 1809

Ernst Leopold Rudolph Wilhelm von Hamilton (* Februar 1744 in Preußen; † 29. November 1811 auf Partschwolla bei Rastenburg) war ein königlicher preußischer Generalmajor.

## Leben

### Herkunft
Seine Eltern waren Bernhard Heinrich von Hamilton (* 1720; † 17. Mai 1760) und dessen Ehefrau Luise, geborene von Klingspor(n). Der Vater war Kapitän und Kompaniechef im Infanterieregiment „von Canitz“.

### Militärkarriere
Im Jahr 1765 kam Hamilton als Gefreitenkorporal in das Infanterieregiment „von Canitz“. Dort wurde er am 6. März 1768 Fähnrich und avancierte bis 16. Juni 1777 zum Premierleutnant. Als solcher nahm er am Bayerischen Erbfolgekrieg teil. Am 18. März 1786 wurde er Stabskapitän sowie am 27. Juni 1787 Kapitän und Kompaniechef. Am 6. Juni 1791 wurde er zum Major befördert. Im Feldzug in Polen zeichnete Hamilton 1794 sich im Gefecht bei Wilkowisk aus. Am 2. Juni 1799 wurde er zum Oberstleutnant, am 1. Juni 1801 zum Oberst befördert. Am 15. März 1803 stieg Hamilton zum Kommandeur seines Regiments auf. Im Vierten Koalitionskrieg kämpfte er im Gefecht bei Soldau und wurde in der Schlacht bei Preußisch Eylau schwer verwundet. Am 21. Februar 1807 erhielt er dafür den Orden Pour le Mérite.
Nach dem Krieg wurde er am 20. November 1807 zum Mitglied der Immediatuntersuchungskommission ernannt, aber schon am 2. Februar 1808 erhielt er seine Demission als Generalmajor auf Grund seiner Verwundung bei Preußisch Eylau. Hamilton sollte 1000 Taler Pension erhalten, bekam aber „wegen seiner Kränklichen Umstände“ zunächst nur 500 Taler. Am 5. Mai 1808 erhielt er noch den russischen Orden des Heiligen Wladimir und starb am 29. November 1811 auf Partschwollen bei Kreis Rastenburg (Ostpreußen).

### Familie
Hamilton heiratete im Jahr 1784 Baronin Wilhelmine Juliane SophiePreiin Schenk von Trautenburg (* 25.4.1763 †19.4.1763) aus dem Hause Doben. Sie war die Tochter von Friedrich Fabian Schenk von Trautenburg und der Katharina Wilhelmine von Hoverbeck. Das Paar hatte mehrere Kinder:
- Wilhelmine Rosine Eleonore Henriette (* 14. September 1785 †27.2.1786)
- Frederike Sophie (* 13. Oktober 1786 † 8.6.18630) heiratete August Gottfried Mielke
- Viktor Leopold (* 15. Februar 1788)
- Eduard Rudolph Wilhelm Karl Rudolf (* 16. August 1790 † 9.3.1821) heiratete Wilhelmine von Pirscher
- Sigismund Franzius Otto Heinrich (* 30. April 1793; † 29. Januar 1808)
- Magnus Julius (* 23. Dezember 1794)
- Rosine Luise (* 2. März 1797 †15.9.1869) heiratete August Ernst Ludwig von Holleben 27.10.1819